# Гексафторогерманат калия
Гексафторогерманат калия — неорганическое соединение, комплексный фторид металлов германия и калия с формулой K2[GeF6], бесцветные кристаллы, растворимые в воде.

## Получение
- Растворение фторида калия и оксида германия(IV) в плавиковой кислоте:

{\displaystyle {\mathsf {2KF+GeO_{2}+4HF\ {\xrightarrow {}}\ K_{2}[GeF_{6}]+2H_{2}O}}}

## Физические свойства
Гексафторогерманат калия образует бесцветные кристаллы тригональной сингонии, пространственная группа P 3m, параметры ячейки a = 0,562 нм, c = 0,465 нм, Z = 1.